# Fuertesimalva stipulata
Fuertesimalva stipulata là một loài thực vật có hoa trong họ Cẩm quỳ. Loài này được (Fryxell) Fryxell mô tả khoa học đầu tiên năm 1996.